# Will Espero
Will Espero (* 1960 in Yokosuka, Japan) ist ein US-amerikanischer Politiker (Demokrat) und gehört seit 2002 dem Senat von Hawaii an.
Espero, dessen Eltern ursprünglich von den Philippinen stammten, wurde 1960 in Yokosuka in der dortigen Basis der US Navy geboren. Sein Vater diente in der Navy und war zu diesem Zeitpunkt dort stationiert.
Espero studierte an der Seattle University. 1982 schloss er sein Studium ab und zog noch im selben Jahr nach Hawaii. Seit 1989 lebt er in Ewa Beach, Hawaii. Er ist Vater zweier Söhne.
2000 bis 2002 war Espero Abgeordneter im Repräsentantenhaus von Hawaii. Danach wechselte er in den Senat des Bundesstaates.